# Сібішел (Риу-де-Морі, Хунедоара)
Сібішел (рум. Sibișel) — село у повіті Хунедоара в Румунії. Входить до складу комуни Риу-де-Морі.
Село розташоване на відстані 277 км на північний захід від Бухареста, 41 км на південь від Деви, 133 км на схід від Тімішоари, 149 км на північний захід від Крайови.

## Населення
За даними перепису населення 2002 року у селі проживали 279 осіб.
Національний склад населення села:
| Національність | Кількість осіб | Відсоток |
| -------------- | -------------- | -------- |
| румуни         | 264            | 94,6%    |
| цигани         | 14             | 5,0%     |

Рідною мовою назвали:
| Мова      | Кількість осіб | Відсоток |
| --------- | -------------- | -------- |
| румунська | 264            | 94,6%    |
| циганська | 15             | 5,4%     |